# IMI バラクSP-21
バラク（Barak）は、イスラエル最大の兵器コンツェルンであるIMI社の小火器部門が設計、後に小火器部門が独立状態となり設立されたIWI社が現在は販売する、元はイスラエル国防軍向けのポリマーフレーム採用の自動式拳銃である。
2009年のIWI社の大幅な方針転換により、ジェリコ・シリーズに統合された（後述）。

## 名称について
「Barak」はヘブライ語で「稲妻」の意で、人名・地名でも多く使われる単語である。
なお北米 (アメリカ) での発売名はSP-21。デザートイーグルで知られ、ジェリコ941などIMI /IWI製銃の輸入代理店も務めるマグナムリサーチ社が名付けて販売していた。
この二つの名称を組み合わせ「バラクSP-21」と呼ばれる事が多い。以下、本項目においてもそれに倣い紹介する。

## 特徴
現代において旧式化したジェリコ・ピストルシリーズの後継として開発された。完成は2001年であり（販売は2002年から）、時系列的にIWI社となる前のIMI小火器部門が最後に新規設計した銃器でもある。
ジェリコより丸みを持たせつつもイスラエル製らしい「ごつい」外観を持つ。後述のグリップ部分はワルサーP99にも似たデザインである。
基本的にはジェリコの構造が元ではある物の、幾つかの新機軸が盛り込まれた新設計の拳銃であり、特に同社設計のデザートイーグルの影響を受けていると思われる点が多数存在する。
グリップ・フレームだけでなく、幅が大きく盛り上がったスライド後半部分にもポリマーを採用しているのが外観上の最大の特徴である。正確には全体的に筒状のスライドの後半部分はポリマーで覆われた構造であり、これにより金属スライドの問題の一つである金属が熱を持ちスライドが引き辛くなる問題が解消されている。またポリマー部分には一体成形のリアサイトもあり、金属スライドのように直接滑り止めの溝を彫らずに済むため、コストダウンも兼ねた設計となっている。
ハンマーはジェリコと似たデザインである。コック&ロック機能とそれに合わせたデコッキングボタンを有し、下ろしたハンマーを安全に戻す事ができる。このデコッキングボタンは金属製で、スライド後半のポリマー部分とは別のパーツであり、外観上でも質感を別けている。こちらはワルサーP99の物と似たタイプである。
専用のキーを用いトリガーをロックする事もできるが、これは米国市場に対応させるための安全策でもある。グリップには手に合わた溝が彫られている。これはジェリコのポリマーフレームモデルには無かった要素である。内部機構の最大の特徴は、デザートイーグルと同じくリコイル・スプリングが左右に分かれている点にあり、反動低減とバレル軸線の低さに貢献している。作動・閉鎖システムは一般的なティルト・バレル方式のショートリコイル、閉鎖時はスライドとチャンバーを直接噛合わせて固定するブローニング改良型である。トリガーはシングル/ダブルアクション。使用弾薬は9x19mm、.40S&W、.45ACPの三種類。それぞれ16発/12発/10発の装弾数だが、北米用モデルは規制で全種類10発固定の装弾数となっていた。
バレル長は99mm。ライフリングは9x19mmクラスの拳銃では珍しい6条右回りのポリゴナルタイプであり、ここでもデザートイーグルの影響を受けている様である。マズル部分はラッパ状で、スライドと一体化するデザインとなっている。
9x19mmと.40S&Wモデルのフレーム自体には互換性があり、スライド、リコイル・スプリング、バレル、マガジンの交換で口径のコンバージョンを可能としている。ちなみに、ジェリコ、デザートイーグルでもほぼ同様の行程で口径を変える事ができる（前者は9mm/.41AE、後者は.357マグナム/44マグナム/.50AEなど）。
全長190cm、重量は9x19mm/.40S&Wは735g、.45ACPは765g（どちらも装弾時）。

## アメリカでの販売について
前述の通りアメリカでは「SP-21」の名で販売されたが、あまり売れる事は無かった様で、現在はマグナムリサーチ社のカタログには存在せず、販売や輸入自体も行われていない様である。

## ジェリコ･シリーズへの統合･ジェリコB
2009年より、IWI社は製造・販売する銃器全般に対して大幅な方針転換やカタログの整理に乗り出し、この影響からバラクSP-21はジェリコ・ピストルシリーズへ統合される事となった。
新たに「ジェリコB」（Bはバラクの頭文字）と名付けられたこのシリーズは、従来からあるジェリコ・ピストルの次世代型バリエーションの位置付けとして販売される事となった。しかし、刻印や外見に若干の変化が見られる程度で、基本的な仕様の変更点はない。